# Proton Malaysian Open 2013
Proton Malaysian Open 2013 byl tenisový turnaj pořádaný jako součást mužského okruhu ATP World Tour, který se hrál na krytých dvorcích s tvrdým povrchem. Konal se mezi 23. až 29. zářím 2013 v malajsijské metropoli Kuala Lumpuru jako 5. ročník turnaje.
Turnaj s rozpočtem 984 300 dolarů patřil do kategorie ATP World Tour 250. Nejvýše nasazeným hráčem ve dvouhře byl čtvrtý tenista světa David Ferrer ze Španělska, kterého ve čtvrtfinále vyřadil pozdější portugalský vítěz João Sousa.

## Dvouhra

### Nasazení hráčů
| Země      | Hráč               | ATP1) | Nasazení |
| --------- | ------------------ | ----- | -------- |
| Španělsko | David Ferrer       | 4.    | 1.       |
| Švýcarsko | Stanislas Wawrinka | 10.   | 2.       |
| Španělsko | Nicolás Almagro    | 18.   | 3.       |
| Rakousko  | Jürgen Melzer      | 27.   | 4.       |
| Francie   | Julien Benneteau   | 33.   | 5.       |
| Rusko     | Dmitrij Tursunov   | 34.   | 6.       |
| Kanada    | Vasek Pospisil     | 41.   | 7.       |
| Rusko     | Nikolaj Davyděnko  | 43.   | 8.       |

- 1) Žebříček ATP k 16. září 2013.

### Jiné formy účasti na turnaji
Následující hráči obdrželi divokou kartu do hlavní soutěže:
- Pablo Carreño-Busta
- Hyeon Chung
- Ryan Harrison

Následující hráči postoupili z kvalifikace:
- Somdev Devvarman
- Rajeev Ram
- Matteo Viola
- Mischa Zverev

### Odhlášení
Před začátkem turnaje
- Brian Baker
- Marin Čilić
- Juan Mónaco
- Andreas Seppi

### Skrečování
- Grega Žemlja (nemoc)

## Čtyřhra

### Nasazení párů
| Země     | Hráč              | Země               | Hráč           | ATP1) | Nasazení |
| -------- | ----------------- | ------------------ | -------------- | ----- | -------- |
| Francie  | Julien Benneteau  | Srbsko             | Nenad Zimonjić | 35.   | 2.       |
| Mexiko   | Santiago González | Spojené státy      | Scott Lipsky   | 60.   | 3.       |
| Filipíny | Treat Conrad Huey | Spojené království | Dominic Inglot | 61.   | 4.       |

- 1) Žebříček ATP k 16. září 2013.

### Jiné formy účasti
Následující páry obdržely divokou kartu do hlavní soutěže:
- Juki Bhambri /  Syed Mohd Agil Syed Naguib
- Pablo Carreño-Busta /  Mohd Assri Merzuki

Následující páry do soutěže nastoupily z pozice náhradníků:
- Adrian Mannarino /  Michael Russell
- Rik de Voest /  Somdev Devvarman

### Odhlášení
Před začátkem turnaje
- Nikolaj Davyděnko (poranění zápěstí)
- Martin Emmrich (poranění hlezna)

## Přehled finále

### Mužská dvouhra
- João Sousa vs.  Julien Benneteau 2–6, 7–5, 6–4

### Mužská čtyřhra
- Eric Butorac /  Raven Klaasen vs.  Pablo Cuevas /  Horacio Zeballos 6–2, 6–4